# Quatre-mâts goélette

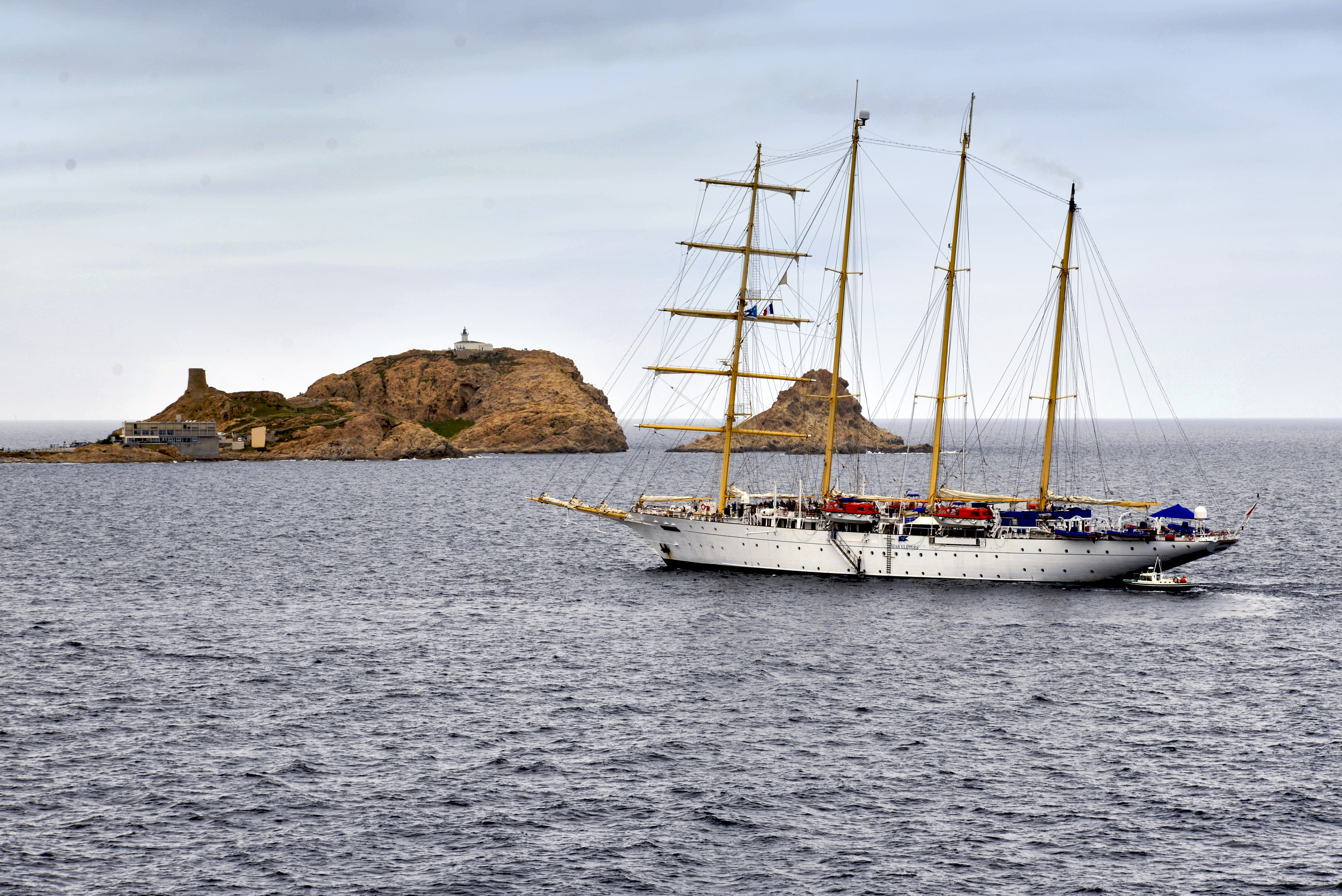
Le Star Clipper à l'Ile Rousse en Corse (mai 2016). Observez le mât avant qui comprend une série de vergues qui portent les voiles carrées qui caractérisent ce gréement.

Un quatre-mâts goélette (en anglais : four-masted barquentine) est un voilier gréé de quatre-mâts, caractéristique de la deuxième moitié du XIXe siècle-début du XXe siècle. Il est constitué d'un mât de misaine entièrement gréé de voiles carrées et de 3 autres mâts entièrement gréés en voiles auriques.

## Historique
Comme la plupart des quatre-mâts, leur expansion et utilisation s'étend durant la deuxième moitié du XIXe siècle et le début du XXe siècle durant la période des clippers. Ils servaient principalement de navire de pêche (terre-neuvier, etc.) et de transport de marchandises.
Aujourd'hui les bateaux restants constituent des navires-musées ou des navires-écoles. Ils figurent parmi les voiliers les plus grands du monde.

## Détail du gréement
Les mâts portent très fréquemment des voiles multiples :
- Mât de misaine avant à voile carré (voile perpendiculaire à l'axe du navire, montée sur des vergues)
- Grand mât avant à voile aurique (voile dans l'axe du navire) avec ou sans flèche.
- Grand mât arrière à voile aurique (voile dans l'axe du navire) avec ou sans flèche.
- Mât d'artimon à voile aurique (brigantine) avec ou sans flèche.

À ceci s'ajoutent des voiles triangulaires d'appoint :
- Voiles d'étai : voiles triangulaires entre les mâts, pouvant être de très grande taille.
- Focs : 1 à 3 voiles triangulaires à l'avant du navire.

## Variante du gréement
Il existe des variantes de gréement pour les quatre-mâts, voisins des quatre-mâts goélettes, en fonction de la présence ou non de phares carrés (on appelle "phare" l'équipement d'un mât en voile) :
- Quatre-mâts carré : Tous les mâts sont gréés en voile carrée[3].
- Quatre-mâts barque : Tous les mâts sont gréés en voile carrée à l'exception du mât d'artimon (arrière), grée en voile aurique[3].
- Goélette à quatre mâts : tous les mâts sont gréés en voile aurique avec ou sans huniers (voiles carrés hautes)[3].
- Goélette franche à quatre mâts : tous les mâts sont gréés en voiles auriques sans huniers[3].

| Type de Gréement   | Quatre-mâts carré              | Quatre-mâts barque                       | Quatre-mâts goélette                                                                    | Goélette à huniers à quatre mâts | Goélette à quatre mâts |
| ------------------ | ------------------------------ | ---------------------------------------- | --------------------------------------------------------------------------------------- | -------------------------------- | ---------------------- |
| Termes anglais     | 'Four-masted fully rigged ship | 'Four-masted barque / 'Four-masted' bark | 'Four-masted barquentine / 'Four-masted' schooner barque / 'Four-masted' jackass barque | Four-masted topsail schooner     | Four-masted schooner   |
| Schéma du gréement |                                |                                          |                                                                                         | Goélette à quatre mâts           | Goélette à quatre mâts |
| Exemples de navire |                                |                                          |                                                                                         |                                  |                        |

## Exemples de navires

### Navires modernes ou navires anciens encore visibles
- Star Clipper (1991),  Luxembourg
- Creoula (1937),  Portugal
- Juan Sebastián de Elcano (1928),  Espagne
- L'Esmeralda (1952),  Chili
- Star Flyer (1991),  Luxembourg

|  |  |
|  |  |

### Navires disparus
- Capitaine Guyomard, dernier représentant des quatre-mâts de la marine française,  France
- Zazpiakbat, un des derniers terre-neuviers,  France

### Navires (vieux gréements)
: document utilisé comme source pour la rédaction de cet article.
- (en) Otmar Schäuffelen (trad. de l'allemand par Casay Servais), Chapman, Great sailing ships of the world, New York, Hearst Books, 2002, 420 p. (ISBN 1-58816-384-9, lire en ligne)
- JAFFRY Gwendal, MILLOT Gilles, Guide des grands voiliers : Des voiliers de travail aux navires écoles, Le Chasse Marée, 1999, 128 p. (ISBN 2-903708-86-X).
- HERON Jean Benoit, Ces Bateaux qui ont découvert le monde, Douarnenez/Grenoble, Le Chasse Marée - Glénat, 2013, 127 p. (ISBN 978-2-7234-9734-3)
- ROLLAND François Marie, STICHELBAUT Benoît, Grands voiliers, Brest, Editions Le Telegramme, 2008, 140 p. (ISBN 978-2-84833-198-0)
- LE BRUN Dominique, Le Guide des grands voiliers, Grenoble, Le Chasse Marée - Glénat, 2010, 127 p. (ISBN 978-2-35357-059-1)

### Ouvrages généraux
- Parïs Bonnefoux et De Bonnefoux, Dictionnaire de marine à voiles, Editions du Layeur, 1999 (réédition d'un ouvrage du xixe siècle), 720 p.
- Collectif, Guides des voiliers : Reconnaître les gréements anciens, Douarnenez, Le Chasse Marée, 1988, 72 p. (ISBN 2-903708-13-4)
- Collectif, Guide des gréements : Petite encyclopédie des voiliers anciens, Le Chasse Marée, 2000, 127 p. (ISBN 2-903708-64-9).